# Овчаров, Николай Иванович
Никола́й Ива́нович Овчаро́в (род. 2 сентября 1952 года, Журавинка, Фатежский район, Курская область, РСФСР, СССР) — российский государственный и общественный деятель, глава города Курск в 2008—2019 годах.

## Биография
Родился в деревне Журавинка, ныне Железногорского района Курской области, в многодетной семье. Отец — участник Великой Отечественной войны Иван Михайлович Овчаров (1922 г.р.), дядя — Николай Михайлович Овчаров (1916—1942), погиб на войне. 
Учился в школе села Радубеж, затем — в школах Железногорска. 
Образование высшее. В 1978 году окончил Харьковский национальный автомобильно-дорожный университет по специальности «Автомобильный транспорт», в 1999 году — Орловскую региональную академию государственной службы по специальности «Государственное и муниципальное управление».

### Работа в КПСС
Работал на разных должностях в автотранспортном предприятии и горкоме партии г. Железногорска Курской области, Курском обкоме КПСС. В 1988—1994 годах и в 1997—2000 годах на руководящих должностях в крупных автотранспортных организациях. В 1995—1996 годах — заместитель главы администрации региона, председатель комитета по управлению государственным имуществом области. С ноября 2000 года — заместитель Губернатора Курской области (одновременно 4 года возглавлял комитет по управлению госимуществом).

### Работа в администрации города Курска
На протяжении длительного времени возглавляет Курскую областную автомобильную федерацию, является председателем правления Союза автотранспортников Курской области.
Дважды — в 2008 и 2013 годах — избирался на конкурсной основе депутатами Курского городского Собрания главой Администрации города Курска. 9 ноября 2017 года по результатам открытого конкурса и последующего голосования депутатов Курского городского Собрания назначен на должность Главы города Курска. 

### Отставка
2 апреля 2019 года объявил о своей отставке. На заседании Курского городского собрания депутаты проголосовали за отставку. Официально он покидает свой пост 8 апреля. ВРИО Главы города назначен Сергей Малахов — первый заместитель Главы города по ЖКХ Транспорту и Связи.

## Семья
Женат. Имеет двоих сыновей и дочь.

## Награды
- Нагрудный знак «Почетный работник транспорта России» (2001 год)
- Знак «Почетный строитель России» (2004 год)
- Лауреат премии ВДНХ СССР, лауреат международной транспортной премии «Золотая колесница» (2011 год)[4]